# The Sign (bài hát)
"The Sign" là một bài hát của ban nhạc người Thụy Điển Ace of Base nằm trong phiên bản phát hành lại cho album phòng thu đầu tay của họ, Happy Nation (1992) và album tái bản The Sign (1993). Nó được phát hành như là đĩa đơn thứ năm trích từ Happy Nation và thứ hai trích từ The Sign vào ngày 29 tháng 10 năm 1993 bởi Eleni Records. Bài hát được viết lời các thành viên của Ace of Base (Jenny Berggren, Jonas Berggren, Linn Berggren và Ulf Ekberg) và được sản xuất bởi Joker, Denniz Pop và Douglas Carr.
Sau khi phát hành, "The Sign" nhận được những phản ứng tích cực từ các nhà phê bình âm nhạc, và nhận được một đề cử giải Grammy ở hạng mục Trình diễn song ca hoặc nhóm nhạc giọng pop xuất sắc nhất tại lễ trao giải thường niên lần thứ 37 và một đề cử giải thưởng Âm nhạc Mỹ cho Đĩa đơn Pop/Rock được yêu thích nhất. Về mặt thương mại, nó đã gặt hái nhiều thành công vượt trội trên toàn cầu, đứng đầu các bảng xếp hạng ở Úc, Canada, Phần Lan, Đức, New Zealand và Tây Ban Nha cũng như lọt vào top 5 ở hầu hết những quốc gia nó xuất hiện như Áo, Bỉ, Pháp, Ireland, Ý, Hà Lan, Na Uy, Thụy Điển và Thụy Sĩ. Tại Hoa Kỳ, bài hát đứng đầu bảng xếp hạng Billboard Hot 100 trong sáu tuần không liên tiếp, trở thành đĩa đơn quán quân đầu tiên và duy nhất của nhóm tại Hoa Kỳ và là đĩa đơn thành công nhất năm 1994 tại đây.
Để quảng bá cho "The Sign", một video ca nhạc đã được phát hành và do Mathias Julien làm đạo diễn. Ngoài ra, Ace of Base cũng trình diễn nó trên nhiều chương trình truyền hình và lễ trao giải, bao gồm Top of the Pops và Giải thưởng Âm nhạc Thế giới năm 1994. Đây được xem là bài hát trứ danh trong sự nghiệp của nhóm, và xuất hiện trong nhiều bộ phim truyền hình và tác phẩm điện ảnh như American Dad!, Full House và Pitch Perfect.

## Danh sách bài hát
| Đĩa 12" tại Anh quốc và châu Âu 1. "The Sign" – 3:11 2. "The Sign" (bản dài) – 4:43 3. "The Sign" (bản dub) – 5:10 Đĩa 7" tại Anh quốc và châu Âu 1. "The Sign" – 3:11 2. "The Sign" (bản dài) – 4:43 | Đĩa CD tại Hoa Kỳ 1. "The Sign" (Ultimix) – 6:49 2. "The Sign" – 3:11 3. "Young And Proud" – 3:56 4. "Happy Nation" (bản 12") – 6:40 Đĩa CD maxi tại Hoa Kỳ 1. "The Sign" (Ultimix) – 6:49 2. "The Sign" – 3:11 3. "Young And Proud" – 3:56 |

## Xếp hạng
| Bảng xếp hạng (1993-94)               | Vị trí cao nhất |
| ------------------------------------- | --------------- |
| Úc (ARIA)                             | 1               |
| Áo (Ö3 Austria Top 40)                | 3               |
| Bỉ (Ultratop 50 Flanders)             | 5               |
| Canada (RPM)                          | 1               |
| Canada Dance/Urban (RPM)              | 1               |
| Đan Mạch (Tracklisten)                | 10              |
| Châu Âu (European Hot 100 Singles)    | 4               |
| Phần Lan (Suomen virallinen lista)    | 1               |
| Pháp (SNEP)                           | 5               |
| Đức (Official German Charts)          | 1               |
| Ireland (IRMA)                        | 2               |
| Ý (FIMI)                              | 4               |
| Hà Lan (Dutch Top 40)                 | 3               |
| Hà Lan (Single Top 100)               | 3               |
| New Zealand (Recorded Music NZ)       | 1               |
| Na Uy (VG-lista)                      | 5               |
| Scotland (OCC)                        | 2               |
| Tây Ban Nha (AFYVE)                   | 1               |
| Thụy Điển (Sverigetopplistan)         | 2               |
| Thụy Sĩ (Schweizer Hitparade)         | 4               |
| Anh Quốc (OCC)                        | 2               |
| Hoa Kỳ Billboard Hot 100              | 1               |
| Hoa Kỳ Adult Contemporary (Billboard) | 2               |
| Hoa Kỳ Adult Pop Airplay (Billboard)  | 40              |
| Hoa Kỳ Pop Airplay (Billboard)        | 1               |
| Hoa Kỳ Rhythmic (Billboard)           | 4               |

| Bảng xếp hạng (1993)                 | Vị trí |
| ------------------------------------ | ------ |
| Norway Winter Period (VG-lista)      | 16     |
| Bảng xếp hạng (1994)                 | Vị trí |
| Australia (ARIA)                     | 5      |
| Austria (Ö3 Austria Top 40)          | 9      |
| Belgium (Ultratop 50 Flanders)       | 31     |
| Canada Top Singles (RPM)             | 8      |
| Canada Dance/Urban (RPM)             | 25     |
| Denmark (Tracklisten)                | 11     |
| Europe (European Hot 100 Singles)    | 5      |
| France (SNEP)                        | 17     |
| Germany (Official German Charts)     | 11     |
| Italy (FIMI)                         | 21     |
| Netherlands (Dutch Top 40)           | 23     |
| Netherlands (Single Top 100)         | 34     |
| New Zealand (Recorded Music NZ)      | 4      |
| Norway Winter Period (VG-lista)      | 12     |
| Sweden (Sverigetopplistan)           | 39     |
| Switzerland (Schweizer Hitparade)    | 22     |
| UK Singles (Official Charts Company) | 11     |
| US Billboard Hot 100                 | 1      |
| US Adult Contemporary (Billboard)    | 12     |

| Bảng xếp hạng (1990–99) | Vị trí |
| ----------------------- | ------ |
| US Billboard Hot 100    | 11     |

| Bảng xếp hạng        | Vị trí |
| -------------------- | ------ |
| US Billboard Hot 100 | 62     |

## Chứng nhận
| Quốc gia | Chứng nhận | Số đơn vị/doanh số chứng nhận |
| --- | ---------- | ----------------------------- |
| Úc (ARIA) | Bạch kim   | 70.000^                       |
| Áo (IFPI Áo) | Vàng       | 25.000*                       |
| Đan Mạch (IFPI Đan Mạch) | Vàng       | 45.000‡                       |
| Đức (BVMI) | Bạch kim   | 500.000^                      |
| New Zealand (RMNZ) | Bạch kim   | 10.000*                       |
| Anh Quốc (BPI) | Bạch kim   | 600.000‡                      |
| Hoa Kỳ (RIAA) | Bạch kim   | 1.100.000                     |
| * Chứng nhận dựa theo doanh số tiêu thụ. ^ Chứng nhận dựa theo doanh số nhập hàng. ‡ Chứng nhận dựa theo doanh số tiêu thụ và phát trực tuyến. |            |                               |